# Jean-Louis Roy (historien)
Pour les articles homonymes, voir Roy et Jean-Louis Roy.
Jean-Louis Roy, né à Normandin, est un historien, journaliste et diplomate canadien et québécois.
Il a été directeur du quotidien montréalais Le Devoir de 1981 à 1986, puis secrétaire général de l'Agence intergouvernementale de la Francophonie de 1990 à 1998. Il préside actuellement Partenariat International et dirige jusqu’en juin 2018 l'Observatoire mondial des droits de l'homme (UPR Watch) qui a son siège à Montréal.
Le Conseil des ministres du gouvernement du Québec le nomme président-directeur général de Bibliothèque et Archives nationales du Québec (BAnQ) le 16 mai 2018. Il est entré en fonction le 4 juin 2018.

## Biographie
Né à Normandin au Lac-Saint-Jean, Jean-Louis Roy a passé la majeure partie de sa jeunesse en Beauce. Il obtient un baccalauréat en histoire de l'Université Laval en 1967, une licence en philosophie et une maîtrise ès arts de l'Université de Montréal et un doctorat en histoire de l'Université McGill en 1971.
Il entreprend une carrière d'enseignant et de chercheur et devient directeur du centre d'études canadiennes-françaises à McGill, tout en acceptant des postes de professeur invité aux universités du Québec à Trois-Rivières et d'Ottawa.
Au cours de cette période, il publie plusieurs ouvrages sur le nationalisme québécois, dont une biographie d'Édouard-Raymond Fabre et deux livres sur la question constitutionnelle : La marche des Québécois (1976) et Le Choix d'un pays (1978).

### BAnQ
Le Conseil des ministres du gouvernement du Québec nomme Jean-Louis Roy président-directeur général de BAnQ le 16 mai 2018. Ce dernier entre en fonction le 4 juin 2018. Observant une diminution d’investissement en culture en Occident, Monsieur Roy a une conception bien précise de l’importance de la culture et identifie BAnQ comme au cœur de l'enjeu : « La Grande Bibliothèque représente autant notre passé que notre avenir. Pour moi, ce n’est pas un lieu ou des collections : c’est le fait que des millions de personnes entrent dans cette bibliothèque, physiquement ou numériquement ».
Hormis la crise de la COVID-19 qui a touché le monde entier, plusieurs événements ont été marquants à la BAnQ durant le mandat de M. Roy comme la grande exposition sur les bibliothèques du monde ou bien la montée fulgurante du numérique. Entre 2010 et 2020, le nombre annuel de visiteurs numériques a presque doublé contrairement au nombre de visiteurs physiques qui a passé de 2,9 à 2 millions. M. Roy observe un changement important qui touche toutes les activités de la Grande Bibliothèque avec l’avènement du numérique. Sous la direction de M. Roy plusieurs développements voient le jour comme le Square, un laboratoire technologique pour les jeunes, la Hutte et la Serre. Toutes ses initiatives visent un virage numérique que juge essentiel le PDG. De plus, durant le mandat de M. Roy, il n’y a eu aucune suppression de postes à BAnQ. Le PDG n’a pas eu à gérer la question du manque d’espaces physiques à la Grande Bibliothèque puisqu’il soutient que la numérisation requiert beaucoup moins en espace. L’annonce de l’abolition du service des expositions de la BAnQ en 2019 amène plusieurs oppositions. Jean-Louis Roy y répondra que la mise sur pied de ressources éducatives numériques permettra de répondre à la même demande que celle des expositions, soit mettre en valeur les collections patrimoniales et contribuer à transmettre la culture et l’histoire du Québec aux générations à venir. De plus, M. Roy défend que le prêt des documents des collections patrimoniales est fréquent pour des expositions réalisées par des institutions muséales. Ce partenariat permet de renouveler la pratique des expositions. Durant son mandat, Jean-Louis Roy a également traité le dossier de l’ancienne bibliothèque Saint-Sulpice. Héritant du bâtiment, BAnQ souhaitait y installer un fameux Fab Lab, qui verra jour plutôt dans les édifices de BAnQ. Le bâtiment étant sous leur responsabilité, ils devront tout de même y effectuer les travaux urgents. Trois ans après sa nomination, Jean-Louis Roy quittera ses fonctions en mai 20219.
Jean-Louis Roy identifie plusieurs besoins de l’institution qui touchent particulièrement le virage numérique, tel que le renouvellement de ses infrastructures numériques qui certains sont aujourd’hui obsolètes, la garantie du maintien de ses équipes de numérisation, le déploiement d’un dépôt numérique fiable et le passage complet à l’infonuagique ainsi que l’inclusion de la production numérique dans le dépôt légal pour assurer la conservation. Ces changements sont jugés essentiels selon ce dernier sans quoi BAnQ perdra de son attraction en ne répondant pas au besoin en constante évolution de l’usager. Toutefois, ces changements seront très couteux avoue M. Roy.

### Directeur duDevoir
La nomination de M. Roy à titre de 5e directeur du Devoir, le 23 novembre 1980 intervient presque 3 ans après le départ de son prédécesseur, Claude Ryan, dans une atmosphère de crise. La situation financière du journal est mauvaise et les relations de travail sont tendues. La nomination de M. Roy à la direction du journal a nécessité la médiation de Mgr Jean-Marie Lafontaine, évêque auxiliaire de Montréal, qui négocie un compromis entre l'assemblée des journalistes et les administrateurs de la fiducie qui gère le journal.
Aussitôt arrivé en poste, Roy doit faire face à la fronde des journalistes, qui réclament des changements à leurs conditions d'exercice du métier en plus d'un rattrapage salarial. Ils déclenchent une grève de deux mois, le 6 avril 1981, une semaine avant l'élection générale qui reportera au pouvoir le gouvernement du Parti québécois de René Lévesque.
Dans la dernière édition publiée avant le conflit de travail, le 4 avril, Roy fait le bilan des réalisations du gouvernement sortant, mais le critique pour ne pas avoir résolu certains problèmes socio-économiques cruciaux. Quant au Parti libéral, dirigé par l'ancien directeur du journal, Claude Ryan, il « apparaît, pour plusieurs, comme la victime de ses alliés référendaires fédéraux ». Roy reproche au PLQ son manque de fermeté à défendre fermement sa position historique de défense des droits du Québec au sein du Canada. « Dans ce contexte, le gouvernement Lévesque mérite l'avance que lui concèdent les sondages récents », conclut-i.
Au lendemain de la Nuit des Longs Couteaux, Jean-Louis Roy signe un éditorial au ton virulent où il parle de la fin de la vision d'un Canada bilingue et biculturel, « une fiction, une vision poétique et minoritaire », et stigmatise l'entente intervenue en pleine nuit et à l'exclusion du Québec.

« Il aura suffi de dix signatures sous un texte de moins de cinquante lignes pour dissoudre les contraintes qui bloquait à ce jours la complète indépendance du Canada. Ce texte met fin à plus d'un demi-siècle d'une recherche toujours infructueuse et à une succession ininterrompue d'échecs. Il met aussi fin à une conception du pays qui faisait du consentement du Québec une condition indispensable juridiquement et politiquement à tout réaménagement, même limité, du régime fédéral. Bref, ce texte n'exprime pas le pays tel qu'il est. »

— Jean-Louis Roy, Le Devoir, 6 novembre 1981.
Pendant ce temps, le directeur du journal doit mettre en place une réorganisation administrative attendue et remplacer le vétéran journaliste Michel Roy, qui annonce son départ du Devoir en 18 février 1982, après 23 ans de service ; y compris les 7 dernières à titre de rédacteur en chef. Michel Roy, qui avait assumé l'intérim dans les quelques mois qui ont suivi le départ de Claude Ryan, avait été écarté du poste de directeur par les actionnaires du journal, dès septembre 1978. Le rédacteur en chef est remplacé par une jeune journaliste qui fait l'unanimité. Lise Bissonnette succède à Michel Roy en 1982, renouant la tradition des tandems à la direction du journal. établie par Georges Pelletier et Omer Héroux.
Le directeur doit cependant naviguer en eau trouble sur le plan administratif, la récession du début des années 1980 affectant la santé financière déjà chancelante du quotidien. En 1983, il remplace certains cadres et renégocie ses contrats avec l'ensemble de ses fournisseurs, dont Quebecor, qui imprime et distribue le journal.
Parallèlement à ces actions, la maquette du journal est rajeunie et Le Devoir accroît la place qu'il fait à l'actualité économique et aux loisirs.
En septembre 1984, Roy, au nom du Devoir appuie les conservateurs de Brian Mulroney. À l'image du Beau Risque, de René Lévesque, le directeur du quotidien affirme que le « Parti conservateur offre en ce moment les meilleures graranties que le point de vue du Québec sera entendu, respecté et pris en considération dans les affaires de la fédération ».
Jean-Louis Roy sera remplacé par Benoît Lauzière en 1986.

### Diplomate
Le nouveau gouvernement de Robert Bourassa nomme Jean-Louis Roy à titre de délégué général du Québec à Paris et Délégué aux Affaires multilatérales francophones pour le gouvernement du Québec, le 28 janvier 1986. Ce poste lui permettra de se familiariser avec les rouages de la coopération francophone internationale.

### Secrétaire général de l'Agence Intergouvernementale de la Francophonie
En 1989, il est élu secrétaire général de l'Agence de coopération culturelle et technique (ACCT), un poste qu'il occupera jusqu'en 1998. Au cours de son mandat de 8 ans à la tête de l'organisation internationale, devenue l'Organisation internationale de la francophonie en 1995, il met en œuvre les décisions arrêtées par les sommets des chefs d'État et de gouvernement des pays francophones dont notamment: la coopération en matière de démocratie et de droits de l'homme; la mise en place de TV5; la coopération en matière d'énergie, d'environnement, et des technologies de l'information et des communications. De plus, durant son mandat la Francophonie se dote de bureaux auprès des Nations unies à New York et à Genève, auprès de l'Union Européenne à Bruxelles, à Hanoï pour l'Asie du Sud Est et à Libreville pour l'Afrique centrale et australe. Durant son mandat, M. Roy publiera trois ouvrages consacrés à la Francophonie. De plus, il assumera la préparation de six sommets de chefs d'État et de gouvernement et d'une quinzaine de conférence ministérielle spécialisées. Enfin, il veille à la concertation des pays francophones à l'occasion des sommets mondiaux de la planète Terra à Rio, du développement social à Copenhague, des droits de l'homme à Vienne, de la démographie au Caire, des droits des femmes à Beijing et du développement urbain à Istanbul. Il cède sa place à l'ancien secrétaire général des Nations unies, Boutros Boutros-Ghali au terme du VIIe Sommet de la Francophonie, tenu à Hanoï en novembre 1997.
Au terme de son mandat M. Roy rejoint les universités de Moncton et de York et écrit plusieurs ouvrages consacrés à la géopolitique. En 2002 M. Roy est nommé président du Centre international des droits de la personne et du développement démocratique, par le Parlement canadien en juin 2002 pour un mandat de cinq ans,. Depuis 2008, M. Roy est Président du Centre de la Francophonie des Amériques, membre des conseils d'administration du Conseil des relations internationales de Montréal (CORIM), du Centre d'études et de recherches internationales de l'Université de Montréal, et chercheur invité au Centre de recherche en droit public de l'Université de Montréal (CRDP).
Le fonds d'archives de Jean-Louis Roy est conservé au centre d'archives de Montréal de Bibliothèque et Archives nationales du Québec.

## Œuvres
- Jean-Louis Roy, Shanghai 2040, Éditions Libre Expression, 2021, 248 p.  (ISBN 9782764814413) et 27648144111)
- Jean-Louis Roy, Bienvenue dans le siècle de la diversité : la nouvelle carte culturelle du monde, Stanké, septembre 2014, 344 p.  (ISBN 9782760411203) et 2760411206)
- Jean-Louis Roy, Ma rencontre avec un continent : écrits sur l'Afrique, 1971-2011, Dakar, Les éditions Feu de brousse, 2012, 632 p. (ISBN 978-2-911673-75-7 et 2-911673-75-1).
- Jean-Louis Roy, Quel avenir pour la langue française ? : francophonie et concurrence culturelle au XXIe siècle, Montréal, Hurtubise HMH, 2008, 268 p. (ISBN 978-2-89647-152-2).
- Jean-Louis Roy, Qual O futurl da lingua francesa, Porte Alegre, Editora Sulina, 2010, 223 p. (ISBN 978-85-205-0559-5).
- Jean-Louis Roy, The Future of French : Cultural Competition in the 21st Century, Oakville, Mosaic Press, 2010, 157 p. (ISBN 978-0-88962-914-1).
- Jean-Louis Roy, Quel avenir pour la langue française ? : francophonie et concurrence culturelle au XXIe siècle, Montréal, Hurtubise HMH, 2008, 268 p. (ISBN 978-2-89647-152-2).
- Jean-Louis Roy, Montréal : ville nouvelle, ville plurielle, Montréal, Hurtubise HMH, 2005, 232 p. (ISBN 2-89428-819-0)
- Jean-Louis Roy, Technologies et géopolitique à l'aube du XXIe siècle : l'impasse, Montréal, Hurtubise HMH, 2003, 269 p. (ISBN 2-89428-634-1)
- Jean-Louis Roy, L'enchaînement des millénaires : journal de l'an 2000, Montréal, Hurtubise HMH, 2001, 265 p. (ISBN 2-89428-523-X).
- Jean-Louis Roy, Une nouvelle Afrique : à l'aube du XXIe siècle, Montréal, Hurtubise HMH, 1999, 162 p. (ISBN 2-89428-392-X).
- Jean-Louis Roy, Le monde en 2020 : pour une culture de la délibération, Montréal, Fides, coll. « Grandes conférences », 1999, 55 p. (ISBN 2-7621-2188-4).
- Jean-Louis Roy, Le pèlerin noir : récit, Montréal, Hurtubise HMH, coll. « Collection L'Arbre », 1997, 178 p. (ISBN 2-89428-254-0).
- Jean-Louis Roy, Mondialisation, développement et culture : la médiation francophone, LaSalle, Québec, Hurtubise HMH, 1995, 1995, 155 p. (ISBN 978-2-89428-083-6 et 2-89428-083-1).
- Jean-Louis Roy, Des vies et des fleuves : nouvelles, LaSalle, Québec, Hurtubise HMH, coll. « Collection L'Arbre », 1995, 104 p. (ISBN 2-89428-084-X).
- Jean-Louis Roy, La francophonie : le projet communautaire, LaSalle, Québec, Hurtubise HMH, 1993, 200 p. (ISBN 2-89045-978-0).
- Jean-Louis Roy, La francophonie : l'émergence d'une alliance?, LaSalle, Québec, Hurtubise HMH, 1989, 131 p. (ISBN 2-89045-865-2).
- Jean-Louis Roy, 1992, l'Europe du 21e siècle, LaSalle, Québec, Hurtubise HMH, 1988, 157 p. (ISBN 2-89045-834-2).
- Jean-Louis Roy ; illustré par Louis Hébert, Terre féconde, Montréal, Leméac, coll. « Poésie Leméac », 1979, 183 p. (ISBN 2-7609-1010-5).
- Jean-Louis Roy, Le choix d'un pays : le débat constitutionnel Québec-Canada, 1960-1976, Montréal, Leméac, 1978, 366 p. (ISBN 0-7761-5026-X).
- Jean-Louis Roy, La Beauceronne, Marie à Georges à Joseph : roman, Québec, Éditions Garneau, 1977, coll. « Garneau roman », 1977, 159 p. (ISBN 978-0-7757-1152-3 et 0-7757-1152-7).
- Jean-Louis Roy, La marche des Québécois : le temps des ruptures, 1945-1960, Montréal, Leméac, 1976, 383 p. (ISBN 0-7761-5051-0, lire en ligne [PDF]).
- Jean-Louis Roy, L'arche dans le regard, Québec, Éditions Garneau, coll. « Garneau poésie », 1975, 159 p. (ISBN 0-7757-0559-4).
- Jean-Louis Roy, Edouard-Raymond Fabre, libraire et patriote canadien 1799-1854 : contre l'isolement et la sujétion, Montréal, Hurtubise HMH, coll. « Histoire et documents d'histoire », 1974, 220 p..
- Jean-Louis Roy, Rameaux du vieil arbre, Sherbrooke, Éditions Cosmos, coll. « Relances 9 », 1973, 59 p..
- Jean-Louis Roy, Les frontières défuntes, Montréal, Librairie Déom, coll. « Poésie canadienne ; 28 », 1972, 137 p..
- Jean-Louis Roy, Les programmes électoraux du Québec : un siècle de programmes politiques québécois (2 volumes), Montréal, Leméac, 1970-1971, 458 p..
- Jean-Louis Roy, Maîtres chez nous : dix années d'Action française, 1917-1927, Montréal, Éditions Leméac, 1968, 75 p..

## Récompenses et distinctions
- Commandeur de l’ordre national de la Côte d’Ivoire; 7 mars 2014
- Grand officier de l’ordre de la Pléiade ;
- Doctorat honoris causa (Droit), université de Moncton (N.B.), 1992 ;
- Doctorat honoris causa (Lettres), Université Sainte Anne (N.E), 1985 ;
- Officier de la Légion d'honneur, France ;
- Prix Droits et Libertés 2000 de la Commission des droits de la personne et droits de la jeunesse du Québec ;
- Ordre des francophones d’Amérique, décerné à l’Assemblée nationale du Québec, le 14 mars 2007 ;
- Grande Croix du Sud, Gabon ;
- Ordre national, République centrafricaine ;
- Médaille d'honneur du Conseil international des archives ;
- Ordre de Fraternité de plume de l’Association des écrivains africains ;
- Récipiendaire du Jasmin d’argent ;
- Officier de l'Ordre national, Burkina Faso ;
- Médaille de l’Amitié du Viêt Nam ;
- Commandeur de l'ordre national du Lion du Sénégal, Sénégal ;
- Médaille du Mérite de l’Islamic Educational Scientific and Cultural Organisation ;
- Commandeur de l'ordre national du Bénin (1998)[23] ;
- Docteur honoris causa de l'Université d'Ottawa, Ontario, Canada, le 23 octobre 2016.
- Officier de l'ordre national du Québec, 2015